# Kaiser Permanente
Kaiser Permanente (/ˈkaɪzər pɜrməˈnɛnteɪ/; KP), comumente conhecida como Kaiser, é um consórcio americano de gestão integrada, com sede em Oakland, Califórnia, Estados Unidos, fundado em 1945 pelo industrial Henry J. Kaiser e pelo médico Sidney Garfield . A Kaiser Permanente é composta por três grupos distintos e interdependentes de entidades: o Kaiser Foundation Health Plan, Inc. (KFHP) e suas subsidiárias operacionais regionais; Hospitais da Fundação Kaiser; e os Grupos Médicos Permanentes regionais. Em 2017, a Kaiser Permanente opera em oito estados (Havaí, Washington, Oregon, Califórnia, Colorado, Maryland, Virgínia, Geórgia) e no Distrito de Columbia, e é a maior organização de atendimento gerenciado nos Estados Unidos.
A Kaiser Permanente é um dos maiores planos de saúde sem fins lucrativos dos Estados Unidos, com mais de 12 milhões de associados. Opera 39 hospitais e mais de 700 consultórios médicos, com mais de 300.000 funcionários, incluindo mais de 80.000 médicos e enfermeiras.
Cada Grupo Médico Permanente opera como uma parceria com fins lucrativos separada ou corporação profissional em seu território individual e, embora nenhum relate publicamente seus resultados financeiros, cada um é financiado principalmente por reembolsos de sua respectiva entidade regional do Plano de Saúde da Fundação Kaiser. A KFHP é uma das maiores organizações sem fins lucrativos dos Estados Unidos.
A qualidade do atendimento da KP foi altamente avaliada e atribuída a uma forte ênfase no atendimento preventivo, seus médicos sendo assalariados em vez de pagos com base em uma taxa por serviço, e uma tentativa de minimizar o tempo que os pacientes passam em hospitais de alto custo com cuidado planejando sua estadia. No entanto, a Kaiser teve disputas com os sindicatos de seus funcionários, enfrentou repetidamente acusações civis e criminais por falsificação de registros e despejo de pacientes, enfrentou ações dos reguladores sobre a qualidade do atendimento prestado, especialmente para pacientes com problemas de saúde mental, e enfrentou críticas de ativistas e ação dos reguladores sobre o tamanho de suas reservas de caixa.

## Estrutura e governança
A Kaiser Permanente oferece atendimento em oito regiões dos Estados Unidos. Duas ou três (quatro, no caso da Califórnia) entidades jurídicas distintas, mas interdependentes, formam o sistema Kaiser em cada região. Essa estrutura foi adotada pelos médicos e dirigentes da Kaiser Permanente em 1955.

### Governança
Cada entidade da Kaiser Permanente possui sua própria estrutura de gestão e governança, embora todas as estruturas sejam interdependentes e cooperativas em grande medida. Existem várias organizações sem fins lucrativos afiliadas registradas no US Internal Revenue Service . De acordo com as questões de governança do Formulário 990, os Hospitais da Fundação Kaiser e o Plano de Saúde da Fundação Kaiser não têm membros com o poder de nomear ou eleger membros do conselho, o que significa que o próprio conselho nomeia e indica novos membros .
James A. Vohs foi nomeado CEO em 1978 e presidente do conselho em 1980, e atuaria até sua aposentadoria em 1992. Ele foi o primeiro presidente a não ser membro da família Kaiser.
David M. Lawrence serviu como presidente e CEO até sua aposentadoria em 2002.
George Halvorson se tornou o presidente do conselho e CEO até sua aposentadoria em dezembro de 2013.
Em 5 de novembro de 2012, o conselho de diretores anunciou que Bernard J. Tyson, presidente e diretor de operações da Kaiser nos últimos dois anos, substituiria Halvorson, marcando a primeira vez que um afro-americano foi nomeado presidente. Tyson morreu em novembro de 2019. Greg A Adams assumiu a função de presidente e CEO em dezembro de 2019.

### Operações
Em 2021, a Kaiser Permanente tinha 12,5 milhões de participantes de planos de saúde, 216.776 funcionários, 23.597 médicos, 63.847 enfermeiras, 39 centros médicos e 724 instalações médicas. Em 31 de dezembro de 2018, as entidades sem fins lucrativos Kaiser Foundation Health Plan e Kaiser Foundation Hospitals relataram uma receita líquida combinada de US $ 2,5 bilhões e US $ 79,7 bilhões em receitas operacionais.
Os dois tipos de organizações que compõem cada entidade regional são:
- Os Planos de Saúde da Fundação Kaiser (KFHP) trabalham com empregadores, funcionários e membros individuais para oferecer planos e seguros de saúde pré-pagos. Os planos de saúde não têm fins lucrativos, fornecem infraestrutura e investem nos hospitais da Fundação Kaiser e fornecem um abrigo isento de impostos para grupos médicos com fins lucrativos.
- Grupos Médicos Permanentes são organizações pertencentes a médicos, que fornecem e organizam cuidados médicos para membros do Plano de Saúde da Fundação Kaiser em cada região respectiva. Os grupos médicos são parcerias com fins lucrativos ou corporações profissionais e recebem quase todo o seu financiamento dos Planos de Saúde da Fundação Kaiser. O primeiro grupo médico, The Permanente Medical Group (TPMG), foi formado em 1948 no norte da Califórnia. Médicos permanentes tornam-se acionistas da TPMG após três anos de empresa.[13]

Além disso, a Kaiser Foundation Hospitals (apesar do nome plural, é uma única entidade legal) opera centros médicos na Califórnia, Oregon e Havaí, e instalações ambulatoriais nas demais regiões da Kaiser Permanente. A entidade de fundação hospitalar não tem fins lucrativos e depende dos Planos de Saúde da Fundação Kaiser para financiamento. Também fornece infraestrutura e instalações que beneficiam grupos médicos com fins lucrativos.

### Entidades regionais
A Kaiser Permanente é administrada por oito regiões, incluindo uma entidade mãe, seis entidades de planos de saúde subordinados, uma entidade hospitalar e nove grupos médicos afiliados separados:
| Varias entidades legais servem as áreas do USA que a Kaiser opera: Califórnia (Os dois maiores), Colorado, Geórgia, Havaí, Médio Atlântico, Noroeste pacífico, e Washington. |
| --- |
| - Califórnia do Norte, 3,351,449 membros - Kaiser Foundation Health Plan, Inc. (KFHP) - Kaiser Foundation Hospitals (KFH) - The Permanente Medical Group, Inc. (TPMG) - California do Sul, 3,499,035 membros - Kaiser Foundation Health Plan, Inc. (KFHP) - Kaiser Foundation Hospitals (KFH) - Southern California Permanente Medical Group (SCPMG) - Colorado, 531,908 membros - Kaiser Foundation Health Plan of Colorado (KFHPCO) - Colorado Permanente Medical Group, P.C. (CPMG) - Geórgia, 222,074 membros - Kaiser Foundation Health Plan of Georgia, Inc. (KFHPGA) - The Southeast Permanente Medical Group, Inc. (TSPMG) - Havaí, 226,900 membros - Kaiser Foundation Health Plan, Inc. (KFHP) - Kaiser Foundation Hospitals (KFH) - Hawaii Permanente Medical Group, Inc. (HPMG) - Médio Atlântico (Próximo de Washington, D.C., Incluindo Maryland and Virginia), 581,000 membros - Kaiser Foundation Health Plan of the Mid-Atlantic States Inc. (KFHPMA) - Mid-Atlantic Permanente Medical Group, P.C. (MAPMG) - Noroeste (Noroeste Oregon and Sudoeste Washington), 480,386 membros - Kaiser Foundation Health Plan of the Northwest (KFHPNW) - Kaiser Foundation Hospitals (KFH) - Northwest Permanente, P.C. Physicians and Surgeons (NWP) - Washington (Exceto Sudoeste de Washington), 681,386 membros - Kaiser Foundation Health Plan of Washington - Washington Permanente Medical Group |

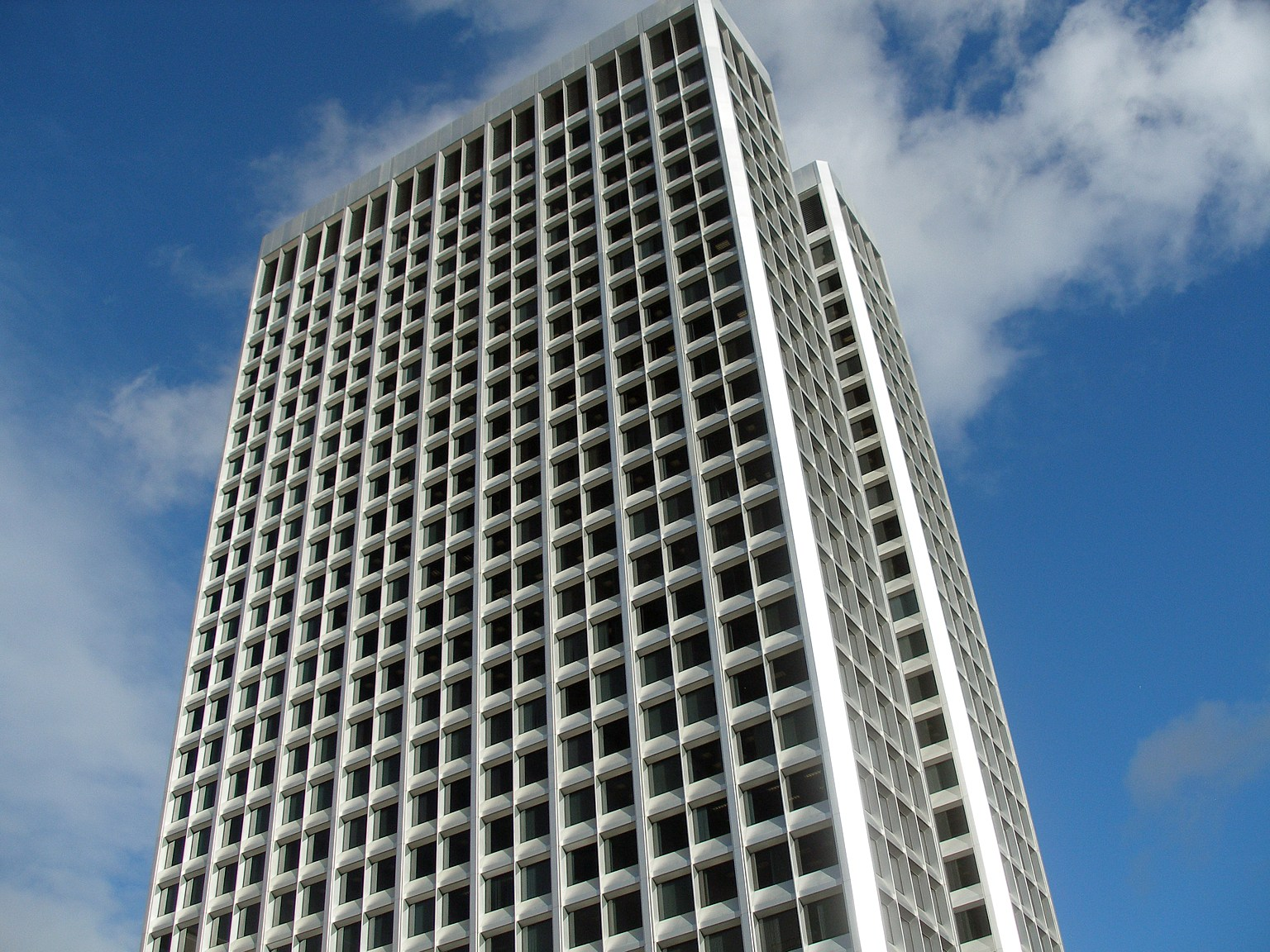
Sede da Kaiser Permanente (o Ordway Building no centro de Oakland)

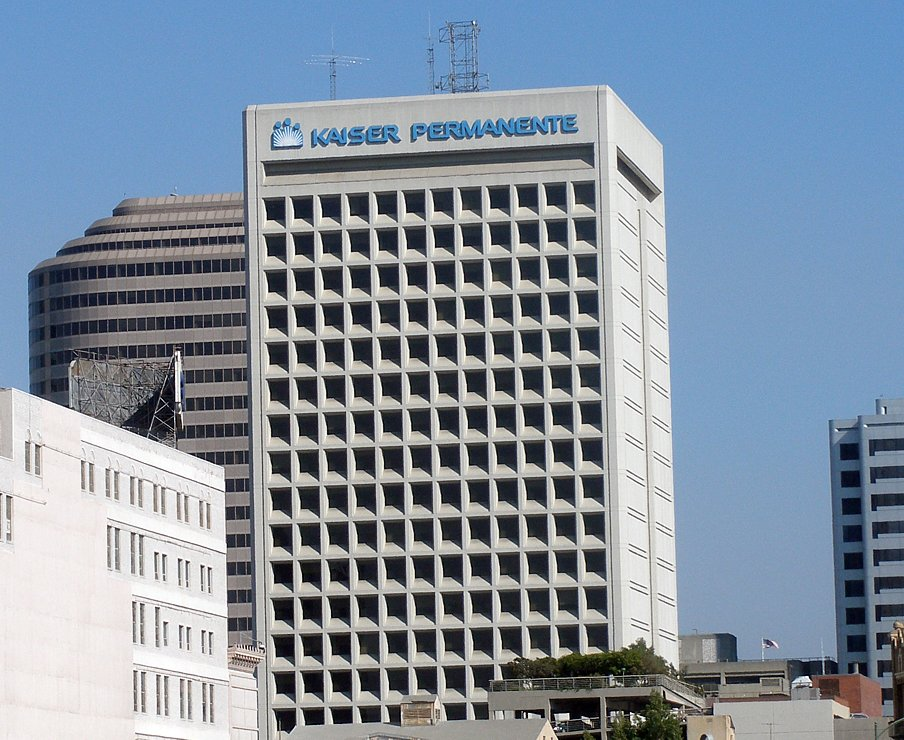
Um dos seis outros edifícios de escritórios de Kaiser em Oakland

Além das entidades regionais, em 1997, os então doze Grupos Médicos Permanentes criaram a The Permanente Federation LLC, uma entidade separada, que se concentra em padronizar o atendimento ao paciente e o desempenho sob um nome e sistema de políticas. Na mesma época, a The Permanente Company também foi afretada como um veículo para fornecer oportunidades de investimento para os Grupos Médicos Permanentes com fins lucrativos. Um dos empreendimentos da Permanente Company é a Kaiser Permanente Ventures, uma empresa de capital de risco que investe em tecnologias médicas emergentes.

## História

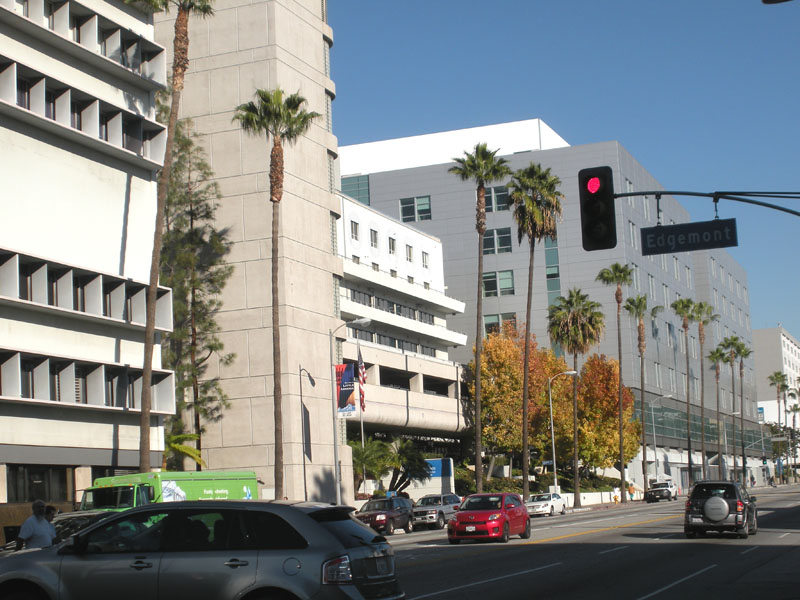
Complexo do Hospital Kaiser Sunset em Los Angeles, Califórnia

### Primeiros anos
No entanto, Garfield convenceu dois executivos da Industrial Indemnity, Harold Hatch e Alonzo B. Ordway. foi a Hatch quem propôs a Garfield a solução que levaria à criação da Kaiser Permanente: Indenização Industrial pagaria antecipadamente 17,5% dos prêmios de seguros, ou $ 1,50 por trabalhador por mês, para cobrir acidentes de trabalho, enquanto os trabalhadores contribuiriam com cinco centavos por dia para cobrir lesões não relacionadas ao trabalho. Mais tarde, Garfield também deu crédito a Ordway pela ideia geral de pré-pagamento para assistência médica industrial e explicou que ele não sabia muito na época sobre outros planos de saúde semelhantes, exceto para o Ross-Loos Medical Group.
A solução da Hatch permitiu a Garfield trazer seu orçamento de volta para o positivo e testar o fornecimento de uma gama mais ampla de serviços aos trabalhadores, além do puro atendimento de emergência. Quando os trabalhos no aqueduto e nos projetos foi concluído , Garfield pagou todas as suas dívidas, ele supervisionava dez médicos em três hospitais e controlava uma reserva financeira de $ 150.000.
Garfield voltou a Los Angeles para estudar mais no County-USC com a intenção de entrar na prática privada. No entanto, em março de 1938, a Consolidated Industries (um consórcio liderado pela Kaiser Company) iniciou o trabalho em um contrato para a metade superior da Represa Grand Coulee, no estado de Washington, e assumiu a responsabilidade pelos milhares de trabalhadores que haviam trabalhado para um outro consórcio de construção na primeira metade da barragem. Edgar Kaiser, filho de Henry, foi o encarregado do projeto. Para melhorar as relações com os trabalhadores (que haviam sido maltratados por seu empregador anterior), Hatch e Ordway persuadiram Edgar a se encontrar com Garfield e, por sua vez, Edgar persuadiu Garfield a visitar o local de Grand Coulee. Posteriormente, Garfield concordou em reproduzir na Represa Grand Coulee o que havia feito no projeto do Aqueduto do Rio Colorado. Ele imediatamente gastou US $ 100.000 na reforma do decrépito Mason City Hospital e contratou sete médicos.
Ao contrário dos trabalhadores do primeiro projeto de Garfield, muitos trabalhadores da Represa Grand Coulee trouxeram dependentes com eles. Os sindicatos logo forçaram a Kaiser Company a expandir seu plano para cobrir os dependentes, o que resultou em uma mudança dramática da medicina industrial para a prática familiar e permitiu que Garfield formulasse alguns dos princípios básicos da Kaiser Permanente. Foi também nessa época que Henry Kaiser conheceu Garfield pessoalmente e estabeleceu uma amizade que durou até a morte de Kaiser.

### Segunda Guerra Mundial

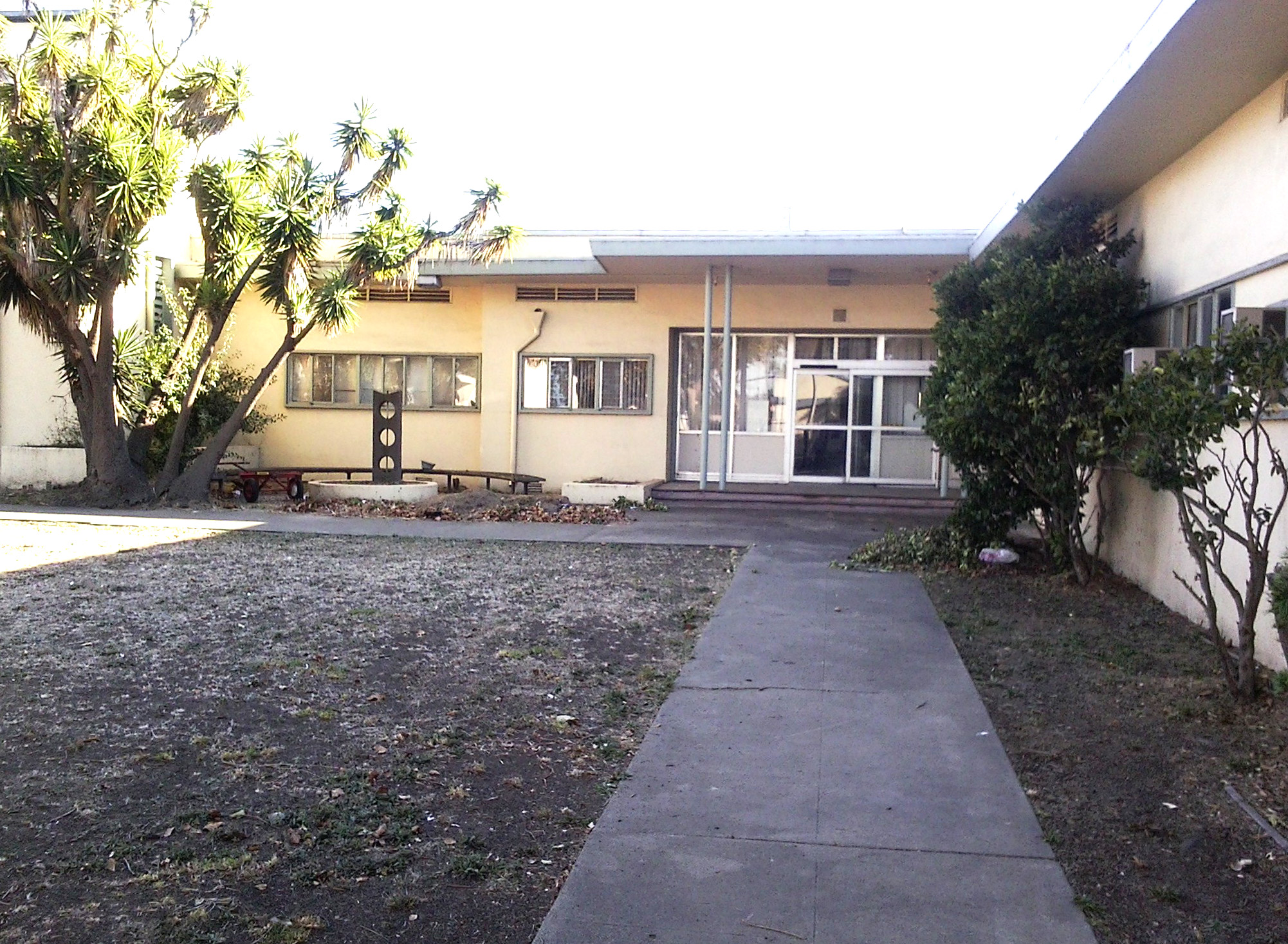
Hospital de campo Kaiser em Richmond, Califórnia. Extinto desde 1995

Em 1939, a Kaiser Company começou a trabalhar em vários grandes contratos de construção naval em Oakland e, no final de 1941, controlaria quatro grandes estaleiros na Costa Oeste. Durante 1940, a expansão do complexo industrial de defesa americano em preparação para a entrada na Segunda Guerra Mundial resultou em um aumento maciço no número de funcionários no estaleiro Richmond. Em janeiro de 1941, Henry Kaiser pediu a Garfield que estabelecesse um plano de seguro para os trabalhadores de Richmond (era apenas uma negociação de contrato com companhias de seguros) e, um ano depois, Kaiser pediu a Garfield que repetisse em Richmond o que ele havia feito em Desert Center e Mason City . Ao contrário dos outros dois projetos, a entidade resultante sobreviveu após a obra que lhe deu origem e é o ancestral direto da atual Kaiser Permanente.
Em 1º de março de 1942, Sidney R. Garfield & Associates abriu seus escritórios em Oakland para atender 20.000 trabalhadores, seguido pela abertura do Plano de Saúde Permanente em 1º de junho. Desde o início, a Kaiser Permanente apoiou fortemente a medicina preventiva e tentou educar seus membros sobre como manter sua própria saúde.
Em julho, a Fundação Permanente foi formada para operar hospitais do Norte da Califórnia que estariam vinculados as políticas de saúde ambulatoriais, seguida logo pela criação da Fundação Northern Permanente para Oregon e Washington e Fundação Southern Permanente para a Califórnia. O nome Permanente veio de Permanente Creek, que passou pela fábrica de cimento Kaiser Permanente de Henry Kaiser em Black Mountain em Cupertino, Califórnia . A primeira esposa de Kaiser, Bess Fosburgh, gostou do nome. Uma instalação abandonada em Oakland foi modernizada com a inauguração do Hospital Permanente com 170 leitos em 1º de agosto de 1942. Três semanas depois, foi inaugurado o Richmond Field Hospital, com 71 leitos. Seis postos de primeiros socorros foram instalados nos estaleiros para tratar acidentes industriais e doenças leves. Cada posto de primeiros socorros tinha uma ambulância pronta para levar os pacientes ao hospital de campo cirúrgico, se necessário. Os pacientes estabilizados podem ser transferidos para o hospital maior para tratamento de recuperação. O Hospital Northern Permanente foi inaugurado duas semanas depois para atender aos trabalhadores do estaleiro Kaiser em Vancouver, Washington . Os trabalhadores do estaleiro pagavam sete centavos por dia para cobertura de saúde abrangente e, em um ano, o plano de saúde do estaleiro empregava sessenta médicos com salários entre US $ 450 e US $ 1.000 por mês. Esses médicos estabeleceram o Serviço de Médicos da Califórnia para oferecer cobertura de saúde semelhante às famílias dos trabalhadores do estaleiro. Em 1944, Kaiser decidiu continuar o programa após a guerra e abri-lo ao público em geral.
Enquanto isso, durante os anos de guerra, a American Medical Association (AMA) (que se opôs às organizações de assistência gerenciada desde o início) tentou neutralizar a demanda por assistência gerenciada, promovendo a rápida expansão das redes de organizações de provedores preferenciais da Blue Cross e Blue Shield.
Courage to Heal, um romance do presidente da KP Historical Society, Paul Bernstein, MD, é baseado na história da vida de Garfield, suas lutas com a AMA e as origens da Kaiser Permanente.

### Crescimento pós-guerra
Em 1943, Henry J. Kaiser e o Dr. Sidney R. Garfield abriram um hospital com 50 leitos, abrigando seis médicos para os 3.000 funcionários e suas famílias na nova Kaiser Steel Mill em Fontana, Califórnia, oferecendo um plano de saúde pré-pago por $ 0,60 / semana para adultos e $ 0,30 / semana para crianças. Em 1945, o plano de saúde Kaiser Permanente foi aberto ao público.
Em 1948, Kaiser fundou a Henry J. Kaiser Family Foundation (também conhecida como Kaiser Family Foundation ), uma fundação privada sem fins lucrativos sediada nos Estados Unidos com foco nos principais problemas de saúde enfrentados pelo país. A Fundação, não associada à Kaiser Permanente ou Kaiser Industries, é uma voz independente e fonte de fatos e análises para formuladores de políticas, a mídia, a comunidade de saúde e o público em geral.
O fim da Segunda Guerra Mundial trouxe uma grande queda no número de membros da Kaiser Permanente; por exemplo, 50.000 trabalhadores deixaram os estaleiros do norte da Califórnia em julho de 1945. O número de membros chegou a 17.000 em todo o sistema, mas voltou a subir para 26.000 em seis meses, à medida que Garfield divulgava agressivamente seu plano ao público. Sidney Garfield & Associates era uma empresa unipessoal, mas em 1948 foi reorganizada em uma sociedade, Permanente Medical Group.
Durante este período, um crescimento substancial veio dos membros do sindicato; os sindicatos consideraram o atendimento Kaiser Permanente mais acessível e abrangente do que o que estava disponível na época por médicos particulares sob o sistema de honorários por serviço. Por exemplo, a revista Fortune relatou em 1944 que 90% da população dos Estados Unidos não podia pagar pelo serviço de saúde pago. O número de membros da Kaiser Permanente disparou para 154.000 em 1950, 283.000 em 1952, 470.000 em 1954, 556.000 em 1956 e 618.000 em 1958.
De 1944 em diante, tanto Kaiser Permanente quanto Garfield lutaram contra inúmeros ataques da AMA e de várias sociedades médicas estaduais e locais. Henry Kaiser veio em defesa tanto de Garfield quanto dos planos de saúde que ele havia criado.
Henry Kaiser ficou fascinado com o sistema de saúde criado para ele por Garfield e começou a gerenciar diretamente a Kaiser Permanente e o Garfield. Isso resultou em um desastre financeiro quando Kaiser esbanjou no novo hospital de Walnut Creek; suas constantes interferências levaram a um atrito significativo em todos os níveis da organização. A situação não foi ajudada pelo casamento de Kaiser com a enfermeira-chefe administrativa de Garfield (que ajudara a cuidar da primeira esposa de Kaiser em seu leito de morte), convencendo Garfield a se casar com a irmã daquela enfermeira e, em seguida, Garfield morando ao lado dele. Clifford Keene (que viria a servir como presidente da Kaiser Permanente) mais tarde lembrou que esse acordo resultou em uma família bastante disfuncional e combativa no comando da Kaiser Permanente.
Keene era um médico Permanente experiente que Garfield contratou pessoalmente em 1946. Durante 1953, ele tentava conseguir um emprego na US Steel, mas na manhã de 5 de dezembro de 1953, com as tensões internas piorando a cada dia, Garfield se reuniu com Keene no Hotel Mark Hopkins em San Francisco e pediu-lhe que voltasse a organização. Keene levou 15 anos para perceber que Kaiser forçou Garfield a pedir a Keene para se tornar seu substituto. Devido ao caos no conselho, Keene a princípio assumiu o controle com o vago título de Associado Executivo, mas logo ficou claro para todos que ele estava realmente no comando e Garfield se tornaria um lobista e "embaixador" do conceito de HMO.
No entanto, mesmo com Garfield dispensado das funções de gerenciamento do dia-a-dia, o problema subjacente do estilo de gerenciamento autoritário de Henry Kaiser continuou a persistir. Depois de vários confrontos tensos entre os médicos do Kaiser e do Permanente Medical Group, os médicos se reuniram com o principal conselheiro de Kaiser, Eugene Trefethen, na propriedade pessoal de Kaiser perto do Lago Tahoe em 12 de julho de 1955. Trefethen teve a ideia de um contrato entre os grupos médicos e os planos de saúde e fundações hospitalares que estabeleceria funções, responsabilidades e distribuição financeira. Trefethen, já um advogado de sucesso, teve uma carreira de sucesso na Kaiser Permanente e na aposentadoria tornou-se um famoso vinicultor .
Enquanto Keene e Trefethen lutavam para consertar os danos da microgestão da Kaiser e da gestão ineficaz de Garfield, Henry Kaiser mudou-se para Oahu em 1956 e insistiu em expandir a Kaiser Permanente no Havaí em 1958. Ele rapidamente arruinou o que deveria ter sido um projeto simples, e apenas uma intervenção de última hora de Keene e Trefethen em agosto de 1960 evitou a desintegração total da organização do Havaí. Naquele ano, o número de membros da Kaiser havia crescido para 808.000.

### Era de cuidados gerenciados
Tendo supervisionado a transformação bem-sucedida de Kaiser Permanente de experimento de saúde de Henry Kaiser em uma empresa autossustentável em grande escala, Keene se aposentou em 1975. Em 1976, o número de membros chegou a três milhões. Em 1977, todas as seis regiões da Kaiser Permanente tornaram-se organizações de manutenção da saúde qualificadas pelo governo federal. Historiadores agora acredito que o então presidente Richard Nixon especificamente tinha Kaiser Permanente em mente quando ele assinou a Lei de Organização de Manutenção da Saúde de 1973, uma vez que a organização foi mencionada em uma discussão no Salão Oval da Lei, onde John Ehrlichman caracterizou a filosofia de Kaiser assim: "Todos os incentivos são em direção a menos cuidados médicos, porque quanto menos cuidados eles dão a eles, mais dinheiro eles ganham. " Em 1980, a Kaiser adquiriu uma prática de grupo sem fins lucrativos para criar sua região do Meio-Atlântico, abrangendo o distrito de Columbia, Maryland e Virgínia. Em 1985, a Kaiser Permanente se expandiu para a Geórgia.

### Evolução regional
Em 1990, a Kaiser Permanente cobria cerca de um terço da população das cidades de San Francisco e Oakland; o total de membros do norte da Califórnia era de mais de 2,4 milhões.
Em outros lugares, a Kaiser Permanente não teve um desempenho tão bom, e sua presença geográfica mudou significativamente na década de 1990. A organização separou ou fechou postos avançados no Texas, Carolina do Norte e Nordeste . Em 1998, a Kaiser Permanente vendeu suas operações no Texas, onde os problemas relatados haviam se tornado tão graves que a organização instruiu seus advogados a tentar bloquear a divulgação de um relatório do Departamento de Seguros do Texas. Isso levou o procurador-geral do estado a ameaçar revogar a licença da organização. Kaiser Permanente fechou planos de saúde em Charlotte e Raleigh-Durham na Carolina do Norte quatro anos depois. A organização também vendeu sua divisão Nordeste não lucrativa em 2000. A divisão de Ohio foi vendida para a Catholic Health Partners em 2013.
Em 1995, a Kaiser Permanente completou cinquenta anos como plano de saúde pública. Dois anos depois, o número de membros nacionais chegou a nove milhões. Em 1997, a organização estabeleceu um acordo com a AFL-CIO para explorar uma nova abordagem para a relação entre gestão e trabalho, conhecida como Labor Management Partnership. Entrando no novo milênio, a competição no mercado de cuidados gerenciados aumentou dramaticamente, levantando novas preocupações. O Southern California Permanente Medical Group viu taxas de declínio de novos membros à medida que outros grupos de cuidados gerenciados florescia

### KP HealthConnect
Em 2002, a Kaiser Permanente abandonou sua tentativa de construir seu próprio sistema de informações clínicas com a IBM, cancelando cerca de US $ 452 milhões em ativos de software. Essa falha na tecnologia da informação levou a grandes mudanças na abordagem da organização aos registros digitais. Sob a direção de George Halvorson, Kaiser olhou atentamente para dois fornecedores de software médico , Cerner e Epic Systems, selecionando a Epic como o fornecedor principal de um novo sistema, denominado KP HealthConnect. Embora a abordagem de Kaiser tenha mudado para "comprar, não construir", o projeto não tinha precedentes para um sistema civil em tamanho e escopo. Implantado em todas as oito regiões ao longo de seis anos e a um custo de mais de US $ 6 bilhões, em 2010, era o maior sistema de registro médico eletrônico civil, atendendo a mais de 8,6 milhões de membros da Kaiser Permanente, implementado a um custo superior a metade milhões de dólares por médico. Em 2020, o KP HealthConnect suportava 12,2 milhões de membros.

### Reputação internacional
No início do século 21, o NHS e o Departamento de Saúde do Reino Unido ficaram impressionados com alguns aspectos da operação Kaiser e iniciaram uma série de estudos envolvendo várias organizações de saúde na Inglaterra. Visitas ocorridas e sugestões de adoção de algumas políticas KP estão ativas. A gestão da ocupação de leitos hospitalares por KP, por meio da gestão integrada dentro e fora do hospital e monitorando o progresso em relação às vias de atendimento, deu origem a testes de técnicas semelhantes em oito áreas do Reino Unido.
Em 2002, um estudo controverso realizado por acadêmicos da Califórnia, publicado no British Medical Journal, comparou Kaiser ao Serviço Nacional de Saúde Britânico, considerando que Kaiser era superior em vários aspectos. Posteriormente, um grupo de acadêmicos de políticas de saúde que eram especialistas no NHS publicou uma análise concorrente alegando que os custos de Kaiser eram, na verdade, substancialmente mais altos do que os do NHS e para uma população mais jovem e saudável.

## Qualidade do cuidado
No Califórnia Healthcare Quality Report Card 2013 Edition, regiões do norte e sul da Califórnia da Kaiser Permanente, a KP recebeu quatro das quatro estrelas possíveis em atingir os padrões nacionais de cuidado. KP do Norte e a do Sul também recebeu três de quatro estrelas em Members Rate Your HMO. O desempenho da KP foi atribuído a três práticas: primeiro, a KP dá grande ênfase ao cuidado preventivo, reduzindo custos posteriormente. Em segundo lugar, seus médicos são assalariados em vez de pagos por serviço, o que remove o principal incentivo para os médicos realizarem procedimentos desnecessários. Em terceiro lugar, o KP tenta minimizar o tempo que os pacientes passam em hospitais de alto custo, planejando cuidadosamente sua estadia e transferindo os cuidados para clínicas ambulatoriais. Essa prática resulta em menores custos por membro, economia de custos para KP e maior atenção médica aos pacientes. Uma comparação com o Serviço Nacional de Saúde do Reino Unido descobriu que os pacientes passam 2 a 5 vezes mais tempo nos hospitais do NHS do que nos hospitais KP.
Em junho de 2013, o California Department of Managed Health Care (DMHC) cobrou uma multa de $4 milhões, a segunda maior na história da agência, contra a Kaiser por não fornecer cuidados de saúde mental para seus pacientes.  Acusados de violações das leis de Califórnia e isso inclui falha em registrar precisamente tempos de espera e disponibilidade de médicos no meio de evidências de inconsistência de registros eletrônicos e em papel. Também foi descoberto pela DMHC que os pacientes recebiam materiais escritos distribuídos pela Kaiser dissuadindo-os de procurar cuidados, uma violação das leis federais e do estado. DMHC também emitiu uma ordem de cessar e desistir para a Kaiser  para para com suas praticas. DMHC conduziu uma investigação de acompanhamento que foi publicada em abril de 2015. O relatório descobriu que a Kaiser colocou sistemas melhores para registrar como os pacientes estão sendo tratados mas ainda não abordaram os problemas de providência de cuidados de saúde mental que cumprissem com as leis federais e do estado.  Os desafios da Kaiser  foram exacerbados por uma longa e não resolvida disputa trabalhista com o sindicato representando os terapeutas.
A Kaiser recorreu das conclusões, do despacho e da multa e procurou manter o processo fechado, mas em setembro de 2014, em face da ordem do juiz administrativo mantiveram o processo aberto, e diante do início do testemunho público, a Kaiser retirou o apelou e pagou os $ 4 milhões. Kaiser também emitiu um comunicado que negou grande parte das irregularidades. Kaiser enfrenta inspeções contínuas pelo DMHC e três ações judiciais coletivas relacionadas aos problemas identificados pelo DMHC.

### Questões históricas
Em 2006, a Kaiser resolveu cinco casos por suposto dumping de pacientes - entrega de pacientes hospitalizados sem-teto a outras agências ou organizações a fim de evitar cuidados médicos caros - entre 2002 e 2005. As autoridades municipais de Los Angeles entraram com uma ação civil e criminal contra a Kaiser Permanente por despejo de pacientes, que foi a primeira ação desse tipo que a cidade tomou. A decisão da cidade de acusar a Kaiser Permanente foi supostamente influenciada por imagens de câmeras de segurança, supostamente mostrando um paciente de 63 anos, vestindo bata de hospital e chinelos, vagando em direção a uma missão em Skid Row (esta filmagem foi destaque no Michael Moore 2007 documentário Sicko ). No momento em que a queixa foi registrada, as autoridades municipais disseram que 10 outros hospitais estavam sob investigação por questões semelhantes. Kaiser resolveu o caso, pagando $ 5.000 em penalidades civis e concordando em gastar $ 500.000 em serviços para os sem-teto. Durante o mesmo período, o Escritório do Inspetor-Geral do Departamento de Saúde e Serviços Humanos resolveu 102 casos contra hospitais dos Estados Unidos que resultaram em um pagamento monetário à agência.
Durante operação, o programa Kaiser teve uma taxa de sobrevivência de 100%, o que é melhor do que outros centros de transplante. No entanto, os pacientes que precisavam de um rim eram menos propensos a recebê-lo. Northern California Kaiser realizou 56 transplantes em 2005, e o dobro de pacientes morreram enquanto esperavam por um rim. Em outros centros de transplante da Califórnia, mais de duas vezes mais pessoas receberam rins do que morreram durante o mesmo período. Ao contrário de outros centros, o programa Kaiser não realizou transplantes mais arriscados ou usou órgãos doados por idosos ou outras pessoas de alto risco, que tiveram resultados piores. Northern California Kaiser encerrou o programa de transplante de rim em maio de 2006. Como antes, o Northern California Kaiser agora paga pelos cuidados pré-transplantes e pelos transplantes em outros hospitais. Essa mudança afetou aproximadamente 2.000 pacientes.

## Pesquisa e publicação
A Kaiser opera uma Divisão de Pesquisa, que realiza anualmente entre 200 e 300 estudos, e o Centro de Pesquisa em Saúde, que em 2009 tinha mais de 300 estudos ativos. A tendência de Kaiser para a prevenção se reflete nas áreas de interesse - vacinas e estudos genéticos são proeminentes. O trabalho é financiado principalmente por instituições federais, estaduais e outras instituições externas (não Kaiser).
Kaiser criou e opera um biobanco voluntário de amostras de sangue doadas por membros, juntamente com seus registros médicos e as respostas a uma pesquisa de estilo de vida e saúde. Em novembro de 2018, o Kaiser Permanente Research Bank tinha mais de 300.000 amostras, com uma meta de 500.000. Os dados não identificados são compartilhados com pesquisadores da Kaiser e pesquisadores de outras instituições.

## Escola de Medicina Kaiser Permanente Bernard J. Tyson
Kaiser Permanente anunciou seu plano de iniciar uma escola de medicina em dezembro de 2015, e a escola recebeu sua aula inaugural em junho de 2020. A visão para a escola é redesenhar a educação médica em torno dos pilares dos cuidados centrados no paciente, saúde da população, melhoria da qualidade, cuidados em equipe e equidade de saúde.
Mark Schuster, MD, PhD foi nomeado Reitor e CEO fundador da escola de medicina em 2017. A Escola de Medicina Kaiser Permanente Bernard J. Tyson foi renomeada da Escola de Medicina Kaiser Permanente em novembro de 2019 em homenagem ao falecido Presidente e CEO da Kaiser Permanente, Bernard J. Tyson . A escola de medicina recebeu o credenciamento preliminar da LCME em fevereiro de 2019 e espera-se que receba o credenciamento total da LCME até 2023. A escola isentará de todas as mensalidades durante os quatro anos completos da faculdade de medicina para as primeiras cinco turmas.

## Controvérsias

### Arbitragem obrigatória
ara conter os custos, a Kaiser exige um acordo entre os proprietários do plano para submeter as reivindicações por negligência do paciente à arbitragem, em vez de litigar por meio do sistema judicial. Isso desencadeou alguma oposição.
Wilfredo Engalla é um caso notável. em 1991, Engalla morreu de câncer de pulmão aproximadamente cinco meses depois de enviar um pedido de arbitragem por escrito. A California Supreme Court descobriu que Kaiser tinha um incentivo financeiro para esperar até que Engalla morresse; sua cônjuge poderia recuperar $500,000 da Kaiser se o caso fosse arbitrado enquanto ele estava vivo, mas só conseguiram  $250,000 depois que ele morreu. A Foundation for Taxpayer and Consumer Rights afirma que Kaiser continua a se opor a reforma de arbitragem da HMO.
Os vigias acusaram Kaiser de abusar do desequilíbrio de poder inerente ao sistema de arbitragem. A Kaiser se engaja em muitos casos, enquanto um cliente geralmente se engaja em apenas um e a Kaiser pode rejeitar qualquer árbitro unilateralmente, portanto, eles podem selecionar árbitros amigáveis à empresa em vez daqueles que decidem em favor dos clientes. Como uma grande organização, a Kaiser também pode se dar ao luxo de gastar muito mais com advogados e oradores do que com o cliente, o que lhes dá mais vantagens. Em resposta às críticas, Kaiser estabeleceu um Escritório de Administradores Independentes (OIA) em 1999 para supervisionar o processo de arbitragem. O grau em que este escritório é realmente independente foi questionado. 
Pacientes e grupos de interesse de consumidores tentam esporadicamente abrir processos contra a Kaiser Permanente. Recentes ações judiciais incluem a tentativa de Gary Rushford, em 1999, de usar a prova da mentira de um médico para anular uma decisão de arbitragem.
Uma vez, Kaiser tentou expandir significamente o escopo dos seus acordos de arbitragens, argumentando que poderia forçar contratos não signatários de seus membros para arbritagem, simplesmente porque esses terceiros  supostamente feriram um membro da Kaiser que a Kaiser  supostamente exarcebou por causa da sua negligência médica.  A California Court of Appeal for the First District não aceitou esse argumento: " Na ausência de um acordo escrito ou relações preexistentes ou autoridade de contratar outro para arbitragem -- os tribunais não podem obrigar terceiros não signatários para arbitrar as disputas."

### Sindicatos de trabalho
Embora os Médicos de Medicina (MD) e os Médicos de Medicina Osteopática (DO) sejam parceiros dentro dos grupos de médicos com fins lucrativos, muitos funcionários são membros de vários sindicatos e associações, dependendo de sua função e área de serviço.
As operações da KP em califórnia foram alvos de quatro greves de trabalhistas em 2011 e 2012 — duas em (Setembro de 2011, Janeiro de 2012) envolveram mais de 20,000 enfermeiros, provedores de saúde mental e outros profissionais, O National Union of Healthcare Workers (NUHW) acusou a Kaiser de atrasar propositalmente as negociações, lucrando $2.1 bilhões de dólares em 2011 e pagando seu CEO  George Halvorson $9 milhões anualmente. Os trabalhadores ficaram insatisfeitos com as mudanças propostas de pensões e outros benefícios.
Em 11 de novembro de 2014, acima de 18,000 enfermeiras fizeram greve em hospitais da KP em califórnia do norte por causa das medidas de segurança contra a Ebola e padrões de cuidados aos pacientes, durante as negociações dos contratos sindicais. 21 hospitais e 35 clinicas em San Francisco Bay Area foram afetadas.
No outono de 2018, Kaiser Permanente e a Alliance of Health Care Unions chegaram a um acordo provisório em um contrato coletivo de 3 anos que cobre quase 48,000 trabalhadores de saúde da Kaiser Permanente sindicalizados em 22 sindicatos locais. As negociações, que começaram em Maio,  estavam entre as maiores negociações do setor privado nos Estados Unidos neste ano. O vice-diretor e os comissários da mediação federal do serviço de conciliação participaram das seções. Este contrato foi muito além das questões contratuais tradicionais de problemas salariais e benefícios para incluir provisões para fortalecer a parceria inovadora entre a Kaiser Permanente e a  Alliance, tanto no nível de liderança sênior quanto na linha de frente. Isso inclui 3,600 times baseados em unidade— liderados conjuntamente por pares de gerentes e funcionários representados pelo sindicato — que estão fazendo melhorias significantes nas áreas de qualidade,acessibilidade,serviço e ambiente de trabalho em nome dos membros e pacientes de Kaiser Permanente.

### Reservas de dinheiro
Jamie Court, presidente da Foundation for Taxpayer and Consumer Rights disse que os lucros retidos da Kaiser são evidências de que as políticas da Kaiser são excessivamente caros e que a regulação de seguro de saúde é necessária. As regulações do seguro do estado requer que seguradoras preservem quantidades mínimas de reservas de dinheiro para assegurar que eles sejam capazes de cumprir as suas obrigações; a quantidade varia por seguradora, baseados em seus fatores de risco,como investimentos,quantas pessoas elas asseguram, e outros fatores; alguns estados também tem limites de quanto as reservas podem ser.
Kaiser foi criticada por ativistas e reguladores de estado pelo tamanho das suas reservas de dinheiro. Em 2015, ela tinha US $21.7 bilhões em reservas de dinheiro, que era aproximadamente 1.600% a quantidade que o estado de califórnia requer com suas regulações.  As suas reservas foram alvos de publicidade por Consumer Watchdog apoiando a proposição nas eleições da califórnia em 2014. Ao fim de 2010 Kaiser tinha US $666 em reservas, que eram aproximadamente 1,300% do minimo requerido pelas leis do estado de Colorado. Esses fundos estavam no capital de risco baseado da Kaiser para pagar desastres e projetos grandes. Em 2008, o regulador de Colorado exigiu que a Kaiser gaste as reservas; após negociações concordou em gastar  US $155 milhões das suas reservas dando créditos para seus clientes e para construir clínicas em partes mal servidas do estado.

### COVID-19
Kaiser foi multada aproximadamente US $500k, mais do que qualquer empregadora de saúde em Califórnia, pela Cal/OSHA por suas violações a respeito de segurança dos pacientes e funcionários depois dos surtos de COVID-19 nos hospitais da Kaiser em toda a Califórnia, Principalmente na Bay Area. Kaiser é responsável por mais de 10% das violações de COVID em califórnia. Um surto de COVID-19 adoeceu 92 pessoas no Kaiser San Jose Medical Center no natal de 2020. Kaiser San Leandro recebeu uma grande porção de multas, cerca de US $90k, por relatos tardios de infecções de COVID e por falhar em racionar equipamentos médicos de acordo com as regulações da pandemia.